# Посёлок имени Нариманова
Посёлок имени Нариманова (тат. Нариман исемендәге) — посёлок в Нурлатском районе Республики Татарстан, входит в состав Староальметьевского сельского поселения.

## История
Основан в 1-й половине 1920-х гг. как посёлок Наримановский. С момента образования находился в Старо-Альметевской волости Чистопольского кантона Татарской АССР. С 10.08.1930 г. в Билярском, с 10.02.1935 г. в Тельманском, с 16.07.1958 г. в Билярском, с 01.02.1963 г. в Октябрьском (Нурлатском) районах.
Число жителей: в 1926 г. — 344, в 1938 г. — 328, в 1949 г. — 203, в 1958 г. — 282, в 1970 г. — 260, в 1979 г. — 180, в 1989 г. — 95 чел., в 2002 — 70 чел..